# Нюкет Руаджан
Нюкет Руаджан (нар. 14 грудня 1951, Стамбул — 6 травня 2007, Стамбул) — турецька джазова співачка та викладачка.

## Історія життя
Народилась 14 грудня 1951 року в Стамбулі, продовжила навчання на графічному факультеті прикладного образотворчого мистецтва. Коли зрозуміла, що любов до співу більше, ніж бажання бути графічним дизайнером, припинила навчання і почала серйозно займатися кар'єрою поп-співачки.
В 1974 році вирушила до Швейцарії щоб займатися джазовою музикою. Працювала в оркестрах Еміна Фендикоглу та Томмі Додда у Швейцарії та Норвегії.
У 1977 році повернулась до Туреччини як джазовий вокаліст, працювала в різних клубах, брала участь у фестивалях. Внесла вагомий вклад в розвиток джазової культури Туреччини.
У 1979 році поїхала до США, навчалася співу та музики в Нью-Йоркській консерваторії, співпрацювала з різними музичними колективами Америки.
В 1982 році повертається до Туреччини. Випустила власний музичний альбом Руаджан, давала концерти в Китаї та США від імені Міністерства культури Туреччини. Виступала в багатьох програмах телебачення ТРТ в супроводі власного джазового колективу, а також оркестру TRT.
В 1984 році на пісенному конкурсі Євробачення, була коментатором від Туреччини в кваліфікації «Світ мрій»
Нюкет Руаджан — сестра джазового гітариста Неше Руаджана, викладала на музичному факультеті університету Білгі більш ніж 10 років. Деякий час лікувалась від лейкемії, померла 6 травня 2007 року в Стамбулі. Похована на кладовищі Караджаахмет після обідньої молитви в мечеті Кадикей.

## Дискографія

### Студійні альбоми
- Руаджан (№ 1, 1978)

### Колекція альбомів
- Серія архіву TRT: 108 / Nükhet Ruacan, 12 листопада 2010 р. (Пісні, складені із записів радіо TRT Istanbul Radio та записів Стамбульського телебачення)

### Гостьові альбоми
- «Yağmur», 1974 (виконала вокальну партію в альбомі Бюлента Ортачгіля «Ви будете грати зі мною?»)
- «Все починається з любові», 2000 р. ("Пісні — гра. . . Вона співала «Все починається з кохання» у своєму альбомі "Пісні Бюлента Ортачгіля).

## Телевізійні програми
- Музика зі спогадами Гість програми 1993 року — Нюкет і Неше Руаджан.
- Історія джазу. TRT, 1995. Одним із гостей 13-частинної програми (12 вересня 1995 р.) була Нюкет Руаджан, яка приєдналася до програми як солістка. Нешет Руаджан був ведучим програми[1].
- Відлуння. ТРТ 2, 2002. Джаз з Фатіхом Еркочем. Гостями програми 16 червня 2002 року є Нешет Руаджан і Нюкет Руаджан[2].
- Джазове телебачення з Керемом Гьорсевим 8, 2003